# Бальказар, Джудит
Джудит Бальказар (род. 1954) — австралийско-британская предпринимательница и модельер, которая вместе с Энн Дэвидсон стала соучредительницей модной компании Wall Luxury Essentials и Giggle Knickers. В 2018 году она была включена в список 100 самых влиятельных женщин Би-би-си за экологически чистую продукцию, которую производит Giggle Knickers — специальное нижнее белье для женщин, страдающих недержанием мочи.

## Биография
Бальказар родилась в Австралии и в 1980-х создала сиднейскую компанию Traders of the Lost Art. В рамках работы она поехала в Перу, чтобы купить новые модные стили и художественные произведения, и именно там впервые встретила Эрнана Балькасара, частного владельца фарфоровой фабрики в Лиме. Они поженились в 1990 году и до переезда в Великобританию жили в обеих странах. Во время годичного творческого отпуска в 1993 году, в котором они отправились в Таиланд и в Индию, им пришла в голову идея объединить культуры со всего мира, чтобы продавать роскошную одежду, которую было бы вместе с тем удобно носить. Это привело к тому, что Бальказар вместе с Эрнаном в 1997 году основали компанию Wall, чтобы сосредоточиться на упомянутой роскошной одежде, часто основанной на перуанском дизайне и шерсти альпаки, которая допускала различные размеры и продвигала независимых производителей одежды без проблем с плохой безопасностью труда и заработной платой. Одной из основных линий одежды, продаваемой в магазине, был трикотаж перуанского дизайна, производство которого было передано на аутсорсинг перуанскому народу патаканча. Первоначально открытый в Ноттинг-Хилле, бутик быстро стал успешным, и в Эдинбурге было создано дополнительное место. В 2016 году Бальказар вместе со студентами, изучающими дизайн интерьеров и текстиль в Королевском колледже искусств, организовала совместный проект по созданию удобной одежды для беженцев, которую можно превратить в палатки и другие материалы для убежища.
Позже, после операции по удалению доброкачественной опухоли мочевого пузыря, у Бальтазар случился временный период недержания мочи. Он побудил её начать искать специальные трусики для взрослых. Затем ей пришла в голову идея разработать трусики при недержании, которые можно было бы стирать, не оставляя мусором после использования. Она поделилась этой идеей со своей давней подругой Энн Дэвидсон, и они вместе начали над ней работать. Сначала они попытались получить финансирование для предприятия через онлайн-краудфандинг, затем обратились к программе BBC Dragons' Den, чтобы представить свою идею, которую они назвали Giggle Knickers. Хотя идея была поддержана, они не выиграли на шоу, и затем подали заявку на получение государственного займа, где получили первоначальный взнос в размере 32 000 долларов. В то же время и Бальказар, и Дэвидсон вложили в стартап более 5000 долларов каждая из собственных сбережений.
Джудит также получила образование психотерапевта и с 2018 по 2021 год изучала психологию с точки зрения неврологии в Университете Эссекса. 